# Acrossus binaevulus
Acrossus binaevulus är en skalbaggsart som beskrevs av Lucas Friedrich Julius Dominikus von Heyden 1887. Acrossus binaevulus ingår i släktet Acrossus och familjen Aphodiidae. Inga underarter finns listade i Catalogue of Life.